# Glenn Branca
Glenn Branca (6 tháng 10 năm 1948 – 13 tháng 5 năm 2018) là một nhà soạn nhạc và nhạc công guitar avant garde. Brance được biết đến với những cách sử dụng âm lượng, các cách lên dây thay thế, sự lập lại, droning, và harmonic series. Branca là một nhà thiết kế của các nhạc cụ thí nghiệm. Ông xây dựng một số nhạc cụ dây duy nhất cho tác phẩm của mình. Ông đã được nhận một giải Grants to Artists của Foundation for Contemporary Arts vào năm 2009.

## Tiểu sử và sự nghiệp

### Khởi đầu: Thập niên 1960 và đầu 1970
Branca bắt đầu chơi guitar khi 15. Ông từng tự làm ra một số băng tập hợp âm thanh để tiêu khiển. Sau khi theo học Đại học York năm 1966–1967, ông thành lập ban nhạc The Crystal Ship with Al Whiteside and Dave Speece vào mùa hè 1967. Đầu thập niên 1970, Branca học nghệ thuật sân khấu tại Đại học Emerson ở Boston. Năm 1973, ông chuyển từ Boston tới London cùng bạn gái khi đó là Meg English.
Khi trở lại Boston năm 1974, ông gặp John Rehberger. Ở đây, Brance bắt đầu thử nghiệp với âm thanh trong vai trò người sáng lập một nhóm nghệ thuật sân khấu thử nghiệm tên Bastard Theatre năm 1975. Trên gác xếp của Massachusetts Avenue, họ sáng tác và sản xuất một tác phẩm âm nhạc/sân khấu tên Anthropophagoi trong vòng hai tuần lể. Năm 1976, The Bastard Theatre làm ra sản phẩm thứ hai, tên What Actually Happened tại gác xếp của Central Square, Cambridge và sau đó tại The Boston Arts Group. Tất cả nhạc phẩm của Bastard Theatre đều được viết bởi Branca hoặc Rehberger và được biểu diễn bởi những nhạc công/diễn viên.

## Đĩa nhạc
1. Lesson No. 1 (99 Records, 1980)
2. The Ascension (99 Records, 1981, Acute Records 2001, Fortissimo Records 2010)
3. Indeterminate Activity of Resultant Masses, (Atavistic, 1981/2007)
4. Bad Smells from Who Are You Staring At? with John Giorno (GPS, 1982)
5. Chicago 82 – A Dip in the Lake (Crepuscule, 1983)
6. Giao hưởng số 3 (Gloria) (Atavistic, 1983)
7. Giao hưởng số 1 (Tonal Plexus) (ROIR, 1983)
8. The Belly of an Architect (Crepuscule, 1987)
9. Giao hưởng số 6 (Devil Choirs at the Gates of Heaven) (Blast First/Atavistic, 1989)
10. Giao hưởng số 2 (The Peak of the Sacred) (Atavistic, 1992)
11. The World Upside Down (Crepuscule, 1992)
12. The Mysteries (Giao hưởng số 8 & 10) (Blast First/Atavistic, 1994)
13. Les Honneurs Du Pied from Century XXI USA 2-Electric/Acoustic (various) (New Tone, 1994)
14. Giao hưởng số 9 (l'eve future) (Point, 1995)
15. Faspeedelaybop from Just Another Asshole (various) (Atavistic, 1995)
16. Songs '77–'79 (Atavistic, 1996)
17. Giao hưởng số 5 (Describing Planes of an Expanding Hypersphere) (Atavistic, 1999)
18. Empty Blue (In Between, 2000)
19. Movement Within from Renegade Heaven by Bang on a Can (Cantaloupe, 2000)
20. The Mothman Prophecies [Soundtrack] (contributed 1-minute "Collage") (Lakeshore Records, 2002)
21. The Ascension: The Sequel (Systems Neutralizers, 2010)
22. Giao hưởng số 7 (Graz) (Systems Neutralizers, 2011)